# Підгородненська сільська рада (Любомльський район)
Підгородненська сільська рада — колишня адміністративно-територіальна одиниця та орган місцевого самоврядування в Любомльському районі Волинської області (Україна). Адміністративний центр — село Підгородне.
Припинила існування 23 листопада 2017 року через об'єднання до складу Любомльської міської громади Волинської області. Натомість утворено Підгородненський старостинський округ при Любомльській міській громаді.

## Населені пункти
Сільській раді підпорядковувались населені пункти:
- с. Підгородне
- с. Боремщина
- с. Вілька-Підгородненська
- с. Застав'є

## Склад ради
Рада складалась з 12 депутатів та голови.

### Керівний склад ради
| ПІБ                          | Основні відомості                                                                | Дата обрання | Дата звільнення |
| ---------------------------- | -------------------------------------------------------------------------------- | ------------ | --------------- |
| Андросюк Андрій Омелянович   | Сільський голова, 2040 року народження, освіта, член Української Народної Партії | 26.03.2006   | 31.10.2010      |
| Савосюк Олександр Григорович | Сільський голова, 1970 року народження, освіта середня спеціальна, безпартійний  | 31.10.2010   |                 |

Примітка: таблиця складена за даними джерела

## Населення
Згідно з переписом УРСР 1989 року чисельність наявного населення сільської ради становила 655 осіб, з яких 280 чоловіків та 375 жінок.
За переписом населення України 2001 року в сільській раді мешкали 624 особи.

### Мова
Розподіл населення за рідною мовою за даними перепису 2001 року:
| Мова       | Відсоток |
| ---------- | -------- |
| українська | 98,88 %  |
| російська  | 0,80 %   |
| білоруська | 0,32 %   |